# Теофиль-Катрин, Кевин
Кеви́н Теофи́ль-Катри́н (фр. Kévin Théophile-Catherine; 28 октября 1989, Сен-Бриё, Франция) — французский футболист, защитник загребского «Динамо»

## Карьера

### Клубная
Кевин Теофиль-Катрин — воспитанник футбольного клуба «Ренн». Провёл первый матч за «красно-чёрных» 24 сентября 2008 года в кубке лиги против «Ле Мана»
.
17 октября 2009 года впервые сыграл в Лиге 1 (в матче с «Лиллем»).
.
В матче с «Сошо», состоявшемся 11 сентября 2010 года, защитник забил первый для себя гол в Лиге 1 (с передачи Жиреса Кембо-Экоко).
.
28 июля 2011 года матчем Лиги Европы против «Металлурга» из Рустави Теофиль-Катрин дебютировал в еврокубках
. Всего в сезоне 2011/12 защитник сыграл в Лиге Европы 6 матчей.
31 августа 2013 года Теофиль-Катрин подписал четырехлетний контракт с английским клубом «Кардифф Сити». 14 сентября он дебютировал в матче лиги с «Халл Сити», появившись на поле в стартовом составе.
18 августа 2014 футболист вернулся во французскую Лигу 1, присоединившись к «Сент-Этьену» на правах аренды с возможностью выкупа. 15 июня 2015 года Теофиль-Катрин был выкуплен французским клубом, подписав контракт на три года. За четыре года в клубе Кевин сыграл в 142 матчах и забил один мяч в ворота «Газелек Аяччо» в апреле 2016.
В июне 2018 года Кевин Теофиль-Катрин подписал трехлетний контракт с «Динамо (Загреб)». В хорватской лиге он дебютировал 17 августа в игре клубом «Осиек», где и отметился первым забитым голом. В июне 2020 контракт был продлен еще на три года. После окончания сезона 2022/23 Теофиль-Катрин покинул команду. Пробыв в статусе свободного агента несколько месяцев, футболист вернулся в «Динамо» в октябре 2023 года.

### В сборной
С 2008 по 2009 года Кевин Теофиль-Катрин выступал за сборную Франции для игроков не старше 20 лет. 3 сентября 2010 года защитник дебютировал в молодёжной сборной страны (в матче отборочного турнира к чемпионату Европы 2013 с командой Украины)
.

## Достижения
«Динамо» Загреб
- Чемпион Хорватии: 2018/19, 2019/20, 2020/21, 2021/22, 2022/23
- Обладатель Суперкубка Хорватии: 2019, 2022

## Статистика
| Клуб         | Сезон   | Национальный чемпионат  | Национальный чемпионат | Национальный чемпионат | Национальные кубки | Национальные кубки | Континентальные кубки | Континентальные кубки | Всего | Всего |
| Клуб         | Сезон   | Лига                    | Игры                   | Голы                   | Игры               | Голы               | Игры                  | Голы                  | Игры  | Голы  |
| ------------ | ------- | ----------------------- | ---------------------- | ---------------------- | ------------------ | ------------------ | --------------------- | --------------------- | ----- | ----- |
| Ренн В       | 2007/08 | Национальный дивизион 2 | 18                     | 0                      | 0                  | 0                  | 0                     | 0                     | 18    | 0     |
| Ренн         | 2008/09 | Лига 1                  | 0                      | 0                      | 2                  | 0                  | 0                     | 0                     | 2     | 0     |
| Ренн         | 2009/10 | Лига 1                  | 2                      | 0                      | 1                  | 0                  | 1                     | 0                     | 3     | 0     |
| Ренн         | 2010/11 | Лига 1                  | 26                     | 2                      | 4                  | 0                  | 0                     | 0                     | 30    | 2     |
| Ренн         | 2011/12 | Лига 1                  | 36                     | 0                      | 4                  | 0                  | 6                     | 0                     | 46    | 0     |
| Ренн         | 2012/13 | Лига 1                  | 29                     | 1                      | 4                  | 0                  | 0                     | 0                     | 33    | 1     |
| Ренн         | 2013/14 | Лига 1                  | 3                      | 0                      | 0                  | 0                  | 0                     | 0                     | 3     | 0     |
| Кардифф Сити | 2013/14 | Английская Премьер-лига | 28                     | 0                      | 2                  | 0                  | 0                     | 0                     | 30    | 0     |
| Кардифф Сити | 2014/15 | Английская Премьер-лига | 0                      | 0                      | 1                  | 0                  | 0                     | 0                     | 1     | 0     |
| Сент-Этьен   | 2014/15 | Лига 1                  | 26                     | 0                      | 6                  | 0                  | 5                     | 0                     | 37    | 0     |
| Всего        | Всего   | Всего                   | 113                    | 3                      | 22                 | 0                  | 11                    | 0                     | 146   | 3     |